# El Labrador (Argentina)
El Labrador es una localidad argentina ubicada en el municipio de Campo Grande, Departamento General Roca, Provincia de Río Negro. Se encuentra en el valle del río Neuquén, a 2 km de dicho río, siendo la localidad rionegrina más boreal sobre este valle, casi en el límite con la Provincia del Neuquén; dista 2 km al noroeste de Villa Manzano, la cabecera municipal. Su principal vía de comunicación es la ruta provincial 69, que la comunica con Villa Manzano y la Provincia del Neuquén.
La localidad fue reconocida oficialmente en 1955. Sobre la Ruta 69 se ubican mayoritariamente viviendas humildes. La red de gas natural llegó en 2011.

## Población
Contó con 263 habitantes (Indec, 2010), lo que representó un incremento del 4,3% frente a los 252 habitantes (Indec, 2001) del censo anterior.

El censo 2022 registró una población de 53 habitantes que se repartieron entre 23 hombres y 30 mujeres. Sin embargo, las cifras obtenidas fueron estimativas solo teniendo en cuenta a la población en viviendas particulares; es decir, excluyendo del dato a la población institucional y las personas sin hogar. Gracias a este censo también fue posible conocer su densidad y tamaño urbano.
| Evolución demográfica |
|                       |
| INDEC                 |